# 4103 Chahine
4103 Chahine је астероид главног астероидног појаса. Приближан пречник астероида је 12,97 ,
а средња удаљеност астероида од Сунца износи 2,379 астрономских јединица (АЈ).
Инклинација (нагиб) орбите у односу на раван еклиптике је 26,990 степени, а орбитални период износи 1341,079 дана (3,671 године). Ексцентрицитет орбите астероида износи 0,191.
Апсолутна магнитуда астероида износи 11,20 а геометријски албедо 0,347.
Астероид је откривен 4. марта 1989. године.